# Beder Gartnerskole
Beder Gartnerskole var navnet på den fagskole, som blev oprettet i Beder i 1889. 1. januar 2008 fusionerede skolen med Vejlby Landbrugsskole, og dannede Jordbrugets UddannelsesCenter Århus.
| Skole | Spire Denne artikel om en skole, en uddannelsesinstitution eller uddannelse er en spire som bør udbygges. Du er velkommen til at hjælpe Wikipedia ved at udvide den. |

56°3′31″N 10°11′59″Ø / 56.05861°N 10.19972°Ø